# SAMOS 5
SAMOS 5 (ang. Satellite And Missile Observation Satellites) – amerykański satelita rozpoznawczy programu SAMOS. Należał do serii E-5 tego programu. Mimo udanego startu misja nie powiodła się, gdyż powrót kapsuły do atmosfery został wywołany za wcześnie i nie udał się. Kapsuły nie odzyskano.

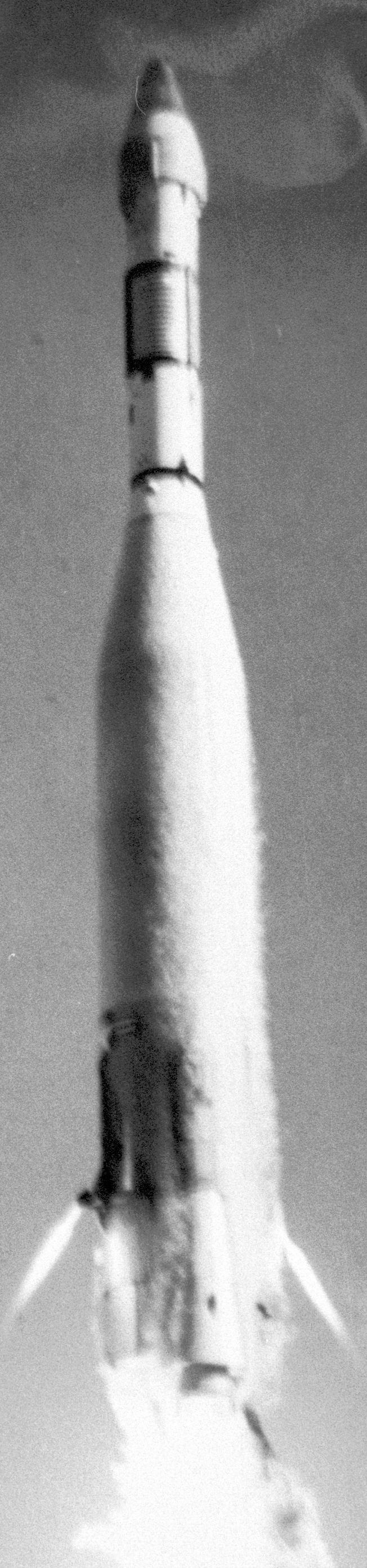
Start rakiety Atlas z satelitą SAMOS 5

Statek przenosił kamerę typu E-5 o ogniskowej dł. 1,7 m.

## SAMOS odnaleziony w ZSRR?
Syn pierwszego sekretarza KC Komunistycznej Partii Związku Radzieckiego, Nikity Chruszczowa, Siergiej, pisał w swoich wspomnieniach o odnalezieniu kapsuły statku, którym, jak wierzył, był właśnie SAMOS. Przeczą jednak temu ramy czasowe. W czasie podawanym przez Chruszczowa seria E-5 była dopiero opracowywana. Mogła być to jednak makieta kapsuły satelity typu SAMOS. Chruszczow pisze, że amerykańską kapsułę odnaleziono wiosną 1961. Była w niej kamera 30 cm i setki metrów szerokiego na 10 cm filmu. Odnaleziono także bezwładnościowy system orientacji statku silniczkami elektrycznymi. Kapsuła została ponoć znaleziona przez traktorzystów. Rozebrali oni kapsułę, a filmu użyli do owinięcia wychodka, w celu zapewnienia prywatności w niezalesionym terenie. Na szczęście dla Amerykanów, prześwietlenie filmu uniemożliwiło Sowietom poznanie technicznych możliwości systemu.